# Mistrzostwa Europy U-17 w Piłce Nożnej Kobiet 2024 (eliminacje)/Runda 1 Grupa B3
W Grupie B3 eliminacji do Mistrzostw Europy U-17 2024 brały udział następujące zespoły:
- Azerbejdżan U-17
- Chorwacja U-17
- Luksemburg U-17
- Malta U-17

## Stadiony
Na podstawie:
| Karlovac                          | Mapa miast-gospodarzy | Zagrzeb          |
| --------------------------------- | --------------------- | ---------------- |
| Stadion im. B. Čavlovicia-Čavleka | KarlovacZagrzeb       | Stadion Lučko    |
| Pojemność: 12 000                 | KarlovacZagrzeb       | Pojemność: 1 800 |
|                                   | KarlovacZagrzeb       |                  |

## Tabela
| Reprezentacja    | M | W | R | P | Br+ | Br- | +/- | Pkt. |
| ---------------- | - | - | - | - | --- | --- | --- | ---- |
| Chorwacja U-17   | 3 | 3 | 0 | 0 | 19  | 0   | +19 | 9    |
| Malta U-17       | 3 | 2 | 0 | 1 | 6   | 10  | -4  | 6    |
| Luksemburg U-17  | 3 | 1 | 0 | 2 | 2   | 5   | -3  | 3    |
| Azerbejdżan U-17 | 3 | 0 | 0 | 3 | 1   | 13  | -12 | 0    |

## Mecze
| 2 października 2023 12:00 CET | Chorwacja U-17 · Veseli 25' · Došen 40', 49' · Pestić 45+1', 85' · Lešić 74' · Vanjak 90+1' · Micallef 90+3' (sam.) | 8:0(3:0)Raport | Malta U-17 | Stadion im. Branka Čavlovicia-Čavleka, Karlovac Sędzia: Elena Gobjila |
|                               | |                |            |                                                                       |

| 2 października 2023 15:30 CET | Azerbejdżan U-17 | 0:1(0:0)Raport | Luksemburg U-17 · 75' Alves | Stadion Lučko, Zagrzeb Sędzia: Eirini Pingiou |
|                               |                  |                |                             |                                               |

| 5 października 2023 12:00 CET | Chorwacja U-17 · Tomić 5', 33' · Maričić 11' · Bandula 25', 79' · Pestić 26' · Došen 45+2' · Pešut 88' · | 8:0(6:0)Raport | Azerbejdżan U-17 | Stadion im. Branka Čavlovicia-Čavleka, Karlovac Sędzia: Jana Van Laere |
|                               | |                |                  |                                                                        |

| 5 października 2023 15:30 CET | Luksemburg U-17 · Tavares 31' | 1:2(1:1)Raport | Malta U-17 · 30' Celeste · 87' Saliba | Stadion Lučko, Zagrzeb Sędzia: Eirini Pingiou |
|                               |                               |                |                                       |                                               |

| 8 października 2023 12:00 CET | Luksemburg U-17 | 0:3(0:0)Raport | Chorwacja U-17 · 48' Grdiša · 56' Oto · 68' Došen | Stadion im. Branka Čavlovicia-Čavleka, Karlovac Sędzia: Jana Van Laere |
|                               |                 |                |                                                   |                                                                        |

| 8 października 2023 12:00 CET | Malta U-17 · Micallef 26' · Farrugia 47', 52' · Saliba 64' | 4:1(1:1)Raport | Azerbejdżan U-17 · 4' Asadova | Stadion Lučko, Zagrzeb Sędzia: Elena Gobjila |
|                               |                                                            |                |                               |                                              |

## Strzelczynie

### 4 gole
- Marija Došen

### 3 gole
- Mia Pestić

### 2 gole
- Petra Bandula
- Štefani Tomić
- Lexine Farrugia
- Sara Saliba

### 1 gol
- Khanım Asadova
- Ana Grdiša
- Helena Lešić
- Lea Maričić
- Ivona Oto
- Marta Pešut
- Luana Vanjak
- Stela Veseli
- Lena Alves
- Maylis Cabral Tavares
- Nyorah Celeste
- Kaysia Micallef

### Gole samobójcze
- Aisha Micallef (dla  Chorwacji)